# 2020 au Niger
Cet article présente les faits marquants de l'année 2020 au Niger.

## Évènements
- 9 janvier : attaque de Chinégodar.
- 5 avril : attaque de Bani Bangou.
- 9 mai : des bandits armés pillent les magasins et élevages des villages de Gadabo, Zibane Koira-Zeno et Zibane-Tegui, dans la région de Tillabéri au Niger, tuant 20 habitants durant leurs exactions[1].
- 1er juin : dans l'ouest du Niger, une cinquantaine de djihadistes à motos attaquent un camp de réfugiés maliens à Intikane, provoquant 3 morts dont 2 Maliens (le président du Comité des réfugiés et le président du Comité de vigilance des réfugiés) et 1 Nigérien (le chef coutumier du groupement nomade de Tahoua), enlèvent un des gardiens du camp, pillent le magasin de vivres et sabotent le système de ravitaillement en eau potable et les antennes téléphoniques[2].
- 9 août : attaque de Kouré.
- 13 décembre : élections régionales et municipales au Niger.
- élection présidentielle et législatives, début de la première transition démocratique de l'Histoire du pays[3] .